# Grækenlands ishockeyforbund
Grækenlands ishockeyforbund (græsk: Ελληνικής Ομοσπονδίας Παγοδρομιών) er det styrende organ for ishockey i Grækenland. De blev medlem af IIHF den 29. april 1987. De er rangeret på en 44, plads på mændenes verdensrangliste.